# Brilhante (futebolista)
Alfredo Brilhante da Costa (Rio de Janeiro, 5 de novembro de 1904 — Rio de Janeiro, 8 de junho de 1980), foi um futebolista brasileiro que atuou como zagueiro.

## Carreira
Atuou pela seleção brasileira de futebol na primeira Copa do Mundo de 1930 no Uruguai. Jogador respeitado na zona oeste da cidade do Rio de Janeiro, "Brilhante" desempenhou bom papel no Bangu Atlético Clube e posteriormente no Vasco da Gama onde chegou a seleção brasileira. Um fato curioso é que brilhante só vestiu a camisa branca da seleção (cor da seleção naquela época) na copa do mundo de 1930

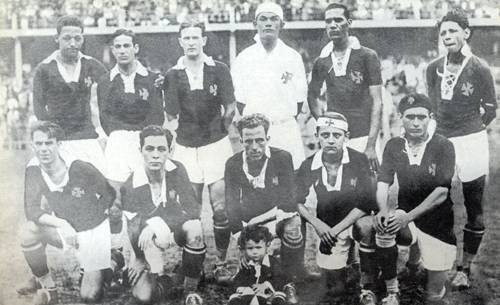
1929: Tinoco, Brilhante, Itália, Jaguaré, Fausto e Mola; Paschoal, Oitenta-e-Quatro, Russinho, Mário Mattos e Santana

Segundo história contada pelo Jornal dos Sports em 1970, ele teria sido o verdadeiro inventor do chute "bicicleta", ao invés de Leônidas

## Títulos
Vasco da Gama
- Campeonato Carioca: 1924 e 1929
- Torneio Início do Rio de Janeiro: 1926, 1929, 1930, 1931 e 1932
- Taça Alberto Baccarat (SP): 1928[5]
- Copa Myrurgia (Espanha): 1931[6]
- Taça Monroe: 1930 e 1931[7] [8]
- Taça Moacyr de Queirós: 1930[9]